# Dietrichstetten

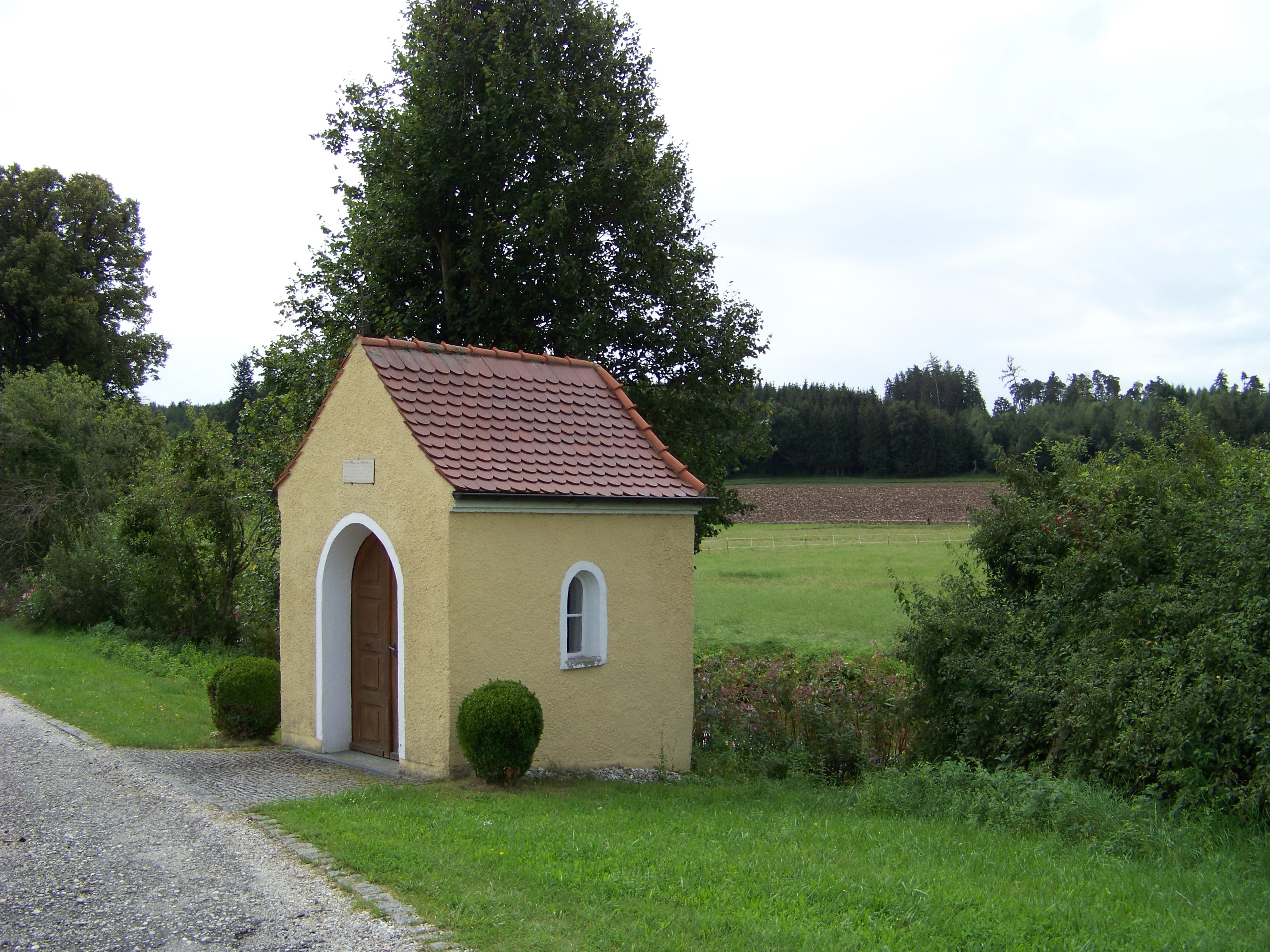
Kapelle in Dietrichstetten

Dietrichstetten ist ein Gemeindeteil von Kröning im niederbayerischen Landkreis Landshut. Das Dorf liegt südlich von Kröning in der Nähe der Kleinen Vils und ist über die Staatsstraße 2054 zu erreichen.

## Sehenswürdigkeiten
- Kapelle, erbaut 1847